# 病理検査
病理検査（びょうりけんさ、pathological examination）とは、疾患の診断や原因の究明を目的として、手術または検査の目的で採取された臓器、組織、細胞などを対象に顕微鏡等を用いて詳しい診断を行うことである。同義語に病理診断、組織診断、病理組織学的診断などがある。臨床検査のひとつ。
- 病理標本作製等の病理学的検査も病理検査と呼ばれているので、病理医が行う医行為であることを強調する場合には病理診断と呼ぶほうが適切である。
- 病理検査は患部の検査（検体検査）ではあっても、患者にとっては患部の診断である。病理診断書に書かれた診断が最終診断となることもある。

## 種類
病理診断の種類として、
- 摘出された臓器や組織を肉眼的に観察する肉眼診断（マクロ診断）
- 顕微鏡標本を作製し光学顕微鏡を用いて組織学的な検索を行う組織診断（ミクロ診断）
- スライドグラスに付着させた細胞を顕微鏡下で診断する細胞診断（細胞診）
- 病死した患者の死因、合併症、治療効果の究明を目的に解剖をする病理解剖診断（剖検診断）

などがある。
病変の種類や目的によっては電子顕微鏡診断（電子顕微鏡を用いた超微細構造観察）、免疫染色や遺伝子検査などの特殊病理診断が必要なこともある。

## なにを検査するのか
病理検査の対象となるのは人体から得られるすべての臓器、組織、細胞、分子、遺伝子等である。他の検体検査が物質量の測定が主体であるのに対して、病理検査は病変の観察によって行われる。詳しく観察するために、ルーペ、光学顕微鏡、電子顕微鏡等の道具を用いる。細胞や薄く切った組織に染色（特殊色素で色を付ける）を施して病理標本を作製することで顕微鏡での観察が可能になる。
病変部が採れていることを確認したうえで、病理診断に進む。観察の結果、病変の種類、拡がり、病勢などが分かる。病変の種類ではたとえばしこりやこぶが炎症によるものか、良性腫瘍か悪性腫瘍かが分かる。悪性腫瘍ならば程度や拡がりが分かる。病理診断によって次の治療方針等が決まってくる。採れていないときは再検査指示等の判断を行う。

## 誰が担当しているのか
ヒトの疾患の診断を目的として行う病理検査は医療行為（医行為）である。したがって医師、歯科医師のみが病理診断を行う権限と責務がある。臨床検査技師は病理標本の作製に重要な役割を担うことが期待されている。標本作製の良し悪しや染色の質は病理診断の品質に大いに影響する。実際の病理検査室では、病理検体の受付登録、標本作製、染色までを検査技師等が分担し、病理診断は医師（または歯科医師）が行っている。
手術材料や生検材料などを対象に、ヒトの疾患の病理診断などを研究する領域を総称して「外科病理 (surgical pathology)」と呼ぶ。外科病理学を専門にする医師または歯科医師を病理医と称する。外科病理学では疾患ごとの病理形態学的な特徴を明らかにし、診断基準や組織学的分類を策定したりすることを研究の目的としている。腫瘍であれば予後の判定に必要な情報の提供、治療の適用や妥当性を評価することも外科病理の専門医の役割である。
細胞診検査では、臨床検査技師の資格を有し日本臨床細胞学会が認定した細胞検査士（サイトスクリーナー）が異常細胞の拾い上げ（スクリーニング）を分担している。最終的な細胞診断は医師または歯科医師が負う。
マスコミ記事等では剖検を病理検査と呼ぶことがある。剖検（病理解剖、行政解剖、司法解剖）では採取した組織について病理標本を作製し病理学的手法によって死因を究明するためである。剖検は死体解剖保存法に従って死体解剖資格を有する医師または歯科医師が行う。

### 病理専門医、細胞診専門医
病理医の制度や役割はアメリカの医療の発展の中で専門職として確立された。病院に勤務して臨床検査や病理検査を専任で行う病理医の数は米国では非常に多い。専門医数としては整形外科医に匹敵する数といわれている。日本では病理学が基礎医学の研究分野として発展してきた経緯があり、病理検査の専門医の認定を日本病理学会が本格的に行い始めたのは1980年代の初頭からである。専門医数は順調に増えているが、大学などで研究職にある医師が相当数を占めるのが現状である。病院に勤務し病理診断を専門に行う医師の実数は1500名前後といわれ、中規模以上の医療機関（病院）でも常勤病理医不在の施設がかなりの数にのぼっている。小児科医、産婦人科医の不足が叫ばれているが、2005年現在、病理医の不足も深刻である（「病理医の実態」日本病理学会・社会保険小委員会）。病理医の社会的認知度を上げる努力が病理医に託されている。また細胞診断の専門医として細胞診専門医が認定されている。

## 病理学的検査から病理診断への進歩
2008年には病理検査について制度面の変革が相次いだ。病理検査に関する診療報酬改定と病理診断科の標榜診療科入りである。それまでは病理学的検査は医療関連サービスの対象である検体検査に入っていたため、病理診断が医療機関から検査所等に外注されていることがある。
2008年4月の診療報酬改定で、それまでは第3部検査にあった病理学的検査は第13部に移り、名称も病理診断に変更された。病理組織顕微鏡検査は病理標本作製料に変更され第13部病理診断に含まれている。

### 病理学的検査
改定前は「病理学的検査」には二つの意味があった。（以下「①病理学的検査」「②病理学的検査」とする）ひとつは臨床検査技師等に関する法律にある「①病理学的検査」である。「①病理学的検査」の内容は臨床検査技師等による病理標本作成・細胞診検査や判定等が想定されており、医行為には属さないものに限定されている。医行為を含まないので、営利企業である登録衛生検査所による検査の受託が可能となっている。もうひとつは診療報酬点数表上での「②病理学的検査」である。「②病理学的検査」は、患者や支払い側から見た場合の病理細胞診検査の名称であり、医科（歯科）診療報酬のなかで、第3部検査の1項目である。臨床検査技師等による①の部分（標本作製や細胞診スクリーニング・判定等）と病変の判断という医師による医行為が含まれている。
法律と公的資料に別々に「病理学的検査」という同じ文言が用いられ、定義が2重であったために、臨床検査技師と病理医の間で業務の入れ子やコンフリクトが生じるなどの不具合が生じていた。また「①病理学的検査」受託を営業する登録衛生検査所に対して、医療機関から「②病理学的検査」が外注することができたために、登録衛生検査所を経由して医行為である病変の判断が、なかば公然と行われてきた。病理専門医や細胞診専門医も、衛生検査所にある「②病理学的検査」の診断部分を請負い、サイドビジネスとして収入を得ており問題が表面化しにくかったと考えられる。登録衛生検査所での病理学的検査は営利に非営利が共存するという事態であった。

### 病理診断
2008年3月には病理診断科が標榜診療科として認められた。病理診断・細胞診断を医師が行う医行為として医療法で定義されたという画期的なできごとである。検査と診断の入れ子が解消され、技師と医師による協調（チーム医療）を描くことができる下地ができた。当然、病理専門医・細胞診専門医は自ら行った病理診断・細胞診断について、医療機関外でのサイドビジネスではなく本業（病理診断科での医業）として、すべての責任を持つことになる。これらの制度変更は、病理診断の重要性が認識された結果であると考えたい。日本病理学会等が果たした役割は大きい。関連団体を束ね、新しい病理診断サービス体系を実現することも日本病理学会の責務となった（日本病理学会　診療標榜科名「病理診断科」と診療報酬改定「第2章第13部　病理診断」の実現を受けて 08/04/08 ）。
がん検診・がん診断に病理診断は必須である。生検材料や摘出された臓器の病理診断に基づいてその後のがん治療方法が選択される。また細胞診は病変部診断にも応用されるようになり細胞診報告書に病名が記載され医行為となっている。このような病理学進歩や役割変更に合わせた「標榜診療科」であり「第13部病理診断」である。さらに医療費内容を説明する医科（歯科）診療報酬領収書の例には病理診断の項が追加された（保発第0305002号）。

### 診療報酬制度での「病理」の扱い
診療所や病理検査室のない医療施設で病理診断が行われた場合、診断を担当した病理医には診療報酬の評価がない。病理診断においては、必ずしも患者に面談しての診察・治療などの医行為がないために、現行の診療報酬制度では「診療」報酬を支払うことができないとされているからである。見方を変えれば診療報酬が評価されない病理診断が存在しているということである。診療報酬評価の仕組みに合った病理診断サービスの開発とともに、診療報酬制度見直しや診療報酬点数改正での議論に期待が寄せられている。
日本病理学会や日本臨床細胞学会は学術団体ではあるが、病理専門医・細胞診専門医の認定機関であるがゆえに、職能団体でもあることはまぎれもない事実である。病理診断・細胞診断に関連した各団体においては、病理検査室がない医療施設（開業医など）で採取された病理学的検査検体の標本作製や病理診断・細胞診断について病理診断体制をどのように整備するかが緊急の課題となっている。また新しい病理診断サービスや責任に見合う診療報酬を要求し実現することも大きな課題である。病理医の医行為を診療報酬で評価いただくことは診断する場所や保険医であることなど病理医側条件を整備することでもある。診療報酬の整備と病理診断科により病理専門医が増えることを期待したい。がん予防、がん診断・登録などを通じて地域医療に貢献するようになると、医療の質的向上が期待できるのである。

### 登録衛生検査所のメリット
いっぽう、登録衛生検査所が行うことができる①病理学的検査に②の医行為（病変の判断）が含まれなくなり、病理標本作製・細胞診や検査と判定という臨床検査技師等による検査業務が再定義されることにより、企業としての事業性が向上するというメリットがある。
このように、医療の質的向上、病理診断科、診療報酬での検査からの病理診断の独立、非営利分離による衛生検査所の事業性向上はそれぞれが関連している。

## 病理検査報告書と病理診断報告書の違いについて（日本病理学会）
医療機関に病理医が常勤または非常勤し病理標本について観察する場合は、その報告書は「病理診断報告書」である。診療報酬制度上も研鑽を積んだ病理医が病理診断を行っている場合は病理診断料N006が算定される。病理診断管理加算も算定される。
病理外注の場合は、病理学的検査という検体検査外注であり、その報告書は検体検査報告書である。この場合は病理検査報告書に基づいて、臨床医が病変について判断するので、病理判断料N007が算定される。
このため、日本病理学会では、保険医療機関内で診断された病理報告書は「病理診断報告書」、衛生検査所等での病理報告は「病理検査報告書」と差別化している。「病理検査報告書」はあくまで「検査報告・助言」という認識である。（佐々木毅：連載 病理をとりまく社会問題 病理診療報酬の変遷と今後の展望．病理と臨床 2014, 32:1172）
- 検査所で受託された病理材料について作製された標本を病理医が観察し、検体検査の報告書を作成することがあるが、これは「診断」ではない。診断は医行為であるから、当然ながら病理診断は医療機関でなされるものである。今世紀に入り、病理診断の重要性が認識されてきたとはいえ、病理材料について検体検査として、検査センター（多くの場合は登録衛生検査所）に外注が増えている。外注割合は2000年頃は40-50%だったものが近年は80%とも言われ増加の一途をたどっている。病理材料の20%が病理診断がなされているが、80%は病理学的検査報告書に基づいて臨床医が病変について病理判断していることになる。

- 結局、日本病理学会は東奔西走し、内保連等の支援も受けて、2008年病理診断科標榜診療科入りや病理診断診療報酬位置づけ変更などが行われたというものの、市場に流れた病理材料について、医療機関内での医行為に戻すまでには至らなかったと言える。患者側に立った病理診断の意義を高めるためには、さらなる政策のテコ入れが必要となる。